# Bestuurlijke indeling van Duitsland

Verticale bestuursstructuur in Duitsland

Overzichtskaart tot op Kreisniveau

De bestuurlijke indeling van Duitsland kent op bestuurlijk niveau naast het federale niveau een per deelstaat variërende inrichting. Deze inrichting wordt hieronder beschreven.

## Deelstaten
De Bondsrepubliek Duitsland is een federatie van 16 deelstaten (waarvan drie stadstaten), in het Duits Länder (enkelvoud Land) geheten. De Bondsrepubliek en de deelstaten hebben allemaal hun eigen grondwetten, parlementen en regeringen. De stadstaten Berlijn en Hamburg nemen ten opzichte van de andere deelstaten een ietwat afwijkende plaats in, zo zijn zij bestuurlijk anders onderverdeeld dan de andere deelstaten, namelijk als stad met stadsdistricten. Bremen is als enige stadstaat onderverdeeld in twee steden, Bremen en Bremerhaven. Het verschil tussen de stadstaten en de overige dertien deelstaten zit hem niet alleen in de oppervlakte, maar ook in de competenties. De stadstaten hebben namelijk ook taken die in de andere deelstaten door lagere overheden worden vervuld.
Aan iedere deelstaat zijn in de Duitse federale grondwet bevoegdheden toegekend, deels concurrerend met de federale bevoegdheden.
Iedere deelstaat heeft de volgende organen:
- De Landdag (Landtag, in Berlijn het Huis van Afgevaardigden (Abgeordnetenhaus) en in Bremen en Hamburg de Burgerschap (Bürgerschaft)) als parlement, direct gekozen om de vier of vijf jaar.
- De Minister-President (Ministerpräsident), gekozen door de Landdag (Regerend Burgemeester (Regierender Bürgermeister) in Berlijn, Eerste Burgemeester (Erster Bürgermeister) in Hamburg en Burgemeester (Bürgermeister) in Bremen)
- De Deelstaatsregering (Landesregierung, in de stadstaten Senat), bestaande uit de minister-president en de ministers (in de stadstaten de Senatoren), benoemd door de minister-president of gekozen door de landdag

De minister-president geeft de richtlijnen van het beleid aan en hij vertegenwoordigt zijn deelstaat.

### Regeringsdistricten
De Regeringsdistricten (Regierungsbezirke) vormen een bestuurslaag in vier deelstaten: Baden-Württemberg, Beieren, Hessen, en Noordrijn-Westfalen. Zij vormen geen autonome bestuurslaag, maar zijn organen van de deelstaat waarin zij liggen en vertegenwoordigen aldaar de deelstaat. Zij zijn daarmee geen wat in  het Duitse recht een Gebietskörperschaft wordt genoemd, een openbaar lichaam met verplichte lidmaatschap, een gebied waarin het bevoegd is, en een directe vertegenwoordiging van de inwoners in het bestuur. Hoogste bestuurder van een Regierungsbezirk is de Regeringspresident (Regierungspräsident), die als politieke ambtenaar van de deelstaat wordt benoemd door de minister-president van de deelstaat en leiding geeft aan de Bezirksregierung.
Het Regierungsbezirk moet niet worden verward met het Bezirk, zie hieronder.

## Bezirke
Parallel aan de Regierungsbezirke bestaan in Beieren Districten (Bezirke) met hetzelfde grondgebied. Deze zijn anders dan de Regierungsdistricten geen organen van de deelstaat, maar vormen als Gebietkörperschaft een autonome bestuurslaag. Ook in Rijnland-Palts bestaat één District, de Palts.
Ieder district heeft als direct gekozen parlement een Districtsdag (Bezirkstag) en daarnaast een door de districtsdag gekozen Districtsvoorzitter (Bezirkspräsident) en een Districtscommissie (Bezirkssauschuss).

## Kreisen
De Kreisen, in het Nederlands meestal onvertaald, maar ook wel vertaald als districten, vormen met inachtneming van het bovenstaande  de bestuurslaag  onder de deelstaat. Er zijn twee soorten, Kreisvrije steden (Kreisfreie Städte  of Stadtkreise) en gewone Kreisen (Kreise of Landkreise). Kreisvrije steden zijn grote steden (vaak met meer dan 100.000 inwoners) en hebben niet alleen de bevoegdheden van een stad, maar ook die van een Kreis. De bestuurlijke inrichting is de inrichting van een stad, zie hieronder. Per deelstaat kunnen de bevoegdheden verschillen.
De Kreise hebben de volgende organen (waarbij per deelstaat de naamgeving anders kan zijn):
- de Kreisdag (Kreistag)  als direct gekozen volksvertegenwoordiging
- de Landraad (Landrat) als door hetzij de burgers van de Kreis of de Kreisdag gekozen voorzitter en hoofd van de uitvoerende macht binnen de Kreis. Hij is tevens het laagste bestuursorgaan van de deelstaat.[8]

### Landschapsverband
In verscheidene deelstaten bestaan verplichte samenwerkingsverbanden van Kreisen en Kreisvrije steden. In Noordrijn-Westfalen zijn dat de Landschapsverbanden (Landschaftsverbände) die als zelfstandige bestuursorganen taken uitvoeren op het gebied van m.n. zorg, onderwijs en cultuur. In het algemeen bestuur, de Landschapsvergadering (Landschaftsversammlung) zijn de kreisdagen en de gemeenteraden van de Kreisvrije steden vertegenwoordigd. Zij worden niet aangemerkt als Gebietkörperschafte. Hoogste ambtenaar is de Landsdirecteur (Landesdirektor).

## Steden en Gemeenten
De laagste bestuurslaag wordt gevormd door de gemeenten (Gemeinden), waaronder de steden (Städte). Ook hier geldt dat de inrichting en de bevoegdheden per deelstaat verschillen. Twee steden, Berlijn en Hamburg, zijn tevens deelstaat en de steden Bremen en Bremerhaven vormen samen een deelstaat. Grote steden maken over het algemeen als kreisvrije stad geen deel uit van een Kreis en hebben daarmee tevens de bevoegdheden van de Kreis.
De overige steden en gemeenten maken deel uit van een Kreis. In Rijnland-Palts en Saksen-Anhalt vormen kleine steden en gemeenten samen een Verbandsgemeente (Verbandsgemeinden), een Gebietkörperschaft in tegenstelling tot andere samenwerkingsverbanden van gemeenten. Tussen steden en gemeenten bestaat juridisch geen verschil.
Iedere gemeente, ook de verbandsgemeente, kent een direct gekozen gemeenteraad, waarvan de naam kan variëren, en een direct of indirect gekozen burgemeester (Bürgermeister of Oberbürgermeister)'. Daarnaast kan, maar dat verschilt per deelstaat, sprake zijn van wethouders als bestuurders of ambtenaren.

### Gemeentelijke samenwerking
Gemeenten kunnen op allerlei manieren samenwerken. Alleen de verbandsgemeente is een Gebietkörperschaft, de andere vormen hebben geen eigen volksvertegenwoordiging. De samenwerkingsvormen hebben verscheidene aanduidingen, zoals Ambten (Ämter),  ambtsgemeenten (Amtsgemeinden), landgemeenten (Landgemeinden) en bestuursgemeenschappen (Verwaltungsgemeinschaften). De deelnemende gemeenten hebben een aantal bevoegdheden (zoals sociale zaken, gemeentereiniging, brandweer) overgedragen, maar zijn verder wel zelfstandige gemeenten gebleven.